# Robert Hartmann (Journalist)
Robert Hartmann (* 26. Januar 1940 in Fulda; † 1. Oktober 2022) war ein deutscher Sportjournalist.

## Leben und Wirken
Robert Hartmann war in der Jugend des SC Borussia Fulda als Leichtathlet aktiv. 1959 wurde er Sechster der Deutschen Juniorenmeisterschaften über 1500 Meter. Robert Hartmann absolvierte ein Volontariat bei der Fuldaer Zeitung und war in den 1960er Jahren Redakteur der Abendpost/Nachtausgabe. Ab 1969 schrieb er als freier Journalist zunächst hauptsächlich in der FAZ und wechselte dann zur Süddeutschen Zeitung. 1992 wurde er vom Branchendienst Sport intern zum Sportjournalisten des Jahres gewählt.
Robert Hartmanns Themenschwerpunkt lag bei der Leichtathletik. Aus einer Freundschaft zu Kipchoge Keino und Hartmanns Begeisterung für Kenia, das er 50 Mal besuchte, entwickelte sich Hartmann zu einem der besten Kenner der ostafrikanischen Laufszene. In seinem Haus in Maintal-Bischofsheim bei Hanau baute er das Dachgeschoss mit Gästezimmern aus, in denen afrikanische Läufer, die noch keine Kontakte in Europa hatten, bei ihren ersten Auftritten in Europa übernachten konnten. Seine Begeisterung für die ostafrikanischen Läufer hatte auch damit zu tun, dass er diese Athletinnen und Athleten frei von Doping wähnte. Denn bereits seit den 1970er Jahren waren die Doping-Praktiken in der Leichtathletik ein Schwerpunkt von Hartmanns journalistischer Arbeit.
Robert Hartmann verfasste 1979 das Buch Schwarzes Gold, sein erstes Werk über die afrikanischen Läufer. In den 1980er Jahren veröffentlichte er mehrere Bände zu internationalen Leichtathletikmeisterschaften.

## Veröffentlichungen (Auswahl)
- Michael Gernandt, Robert Hartmann: Könige der Leichtathletik. Copress, München 1977, ISBN 978-3-7679-0117-9.
- Robert Hartmann: Schwarzes Gold. Auf den Spuren der afrikanischen Läufer. Edition Spiridon, Hilden 1979, ISBN 978-3-922011-01-9.
- Michael Gernandt; Robert Hartmann: Leichtathletik Europameisterschaft 1986. Copress, München 1986, ISBN 978-3-7679-0256-5.
- Michael Gernandt; Robert Hartmann: Leichtathletik WM Rom 1987, Copress, München 1987, ISBN 978-3-7679-0275-6.
- Robert Hartmann, Fotoagentur Sven Simon: Leichtathletik-Europameisterschaften 90. Copress, München 1990, ISBN 978-3-7679-0326-5.
- Robert Hartmann, Fotoagentur Sven Simon: Leichtathletik-WM 91. Copress, München 1991, ISBN 978-3-7679-0348-7.
- Robert Hartmann: Die großen Leichtathletik-Stars. Copress, München 1993, ISBN 978-3-7679-0402-6.
- Robert Hartmann: Läufergeschichten aus Afrika. Schmid, Hasselroth 2004, ISBN 978-3-938101-01-8.